# Аврије (Вандеја)
Аврије (фр. Avrillé) насеље је и општина у западној Француској у региону Лоара, у департману Вандеја која припада префектури Сабл д'Олон.
По подацима из 2011. године у општини је живело 1250 становника, а густина насељености је износила 49,94 становника/km². Општина се простире на површини од 25,03 km². Налази се на средњој надморској висини од 50 метара (максималној 64 m, а минималној 2 m).

## Демографија
| 1962. | 1968. | 1975. | 1982. | 1990. | 1999. | 2011. |
| ----- | ----- | ----- | ----- | ----- | ----- | ----- |
| 819   | 856   | 912   | 940   | 1.004 | 1.008 | 1.250 |

График промене броја становника у току последњих година